# Veïnat de Can Falgueres
Veïnat de Can Falgueres – miejscowość w Hiszpanii, w Katalonii, w prowincji Girona, w comarce Gironès, w gminie Campllong.
Według danych INE z 2004 roku miejscowość zamieszkiwało 19 osób.